# Nie idź do pracy
Nie idź do pracy – album grupy The Users, nagrany podczas koncertu w Teatrze Małym w Warszawie, 8 kwietnia 1999.

## Spis utworów
1. "Ramadan Godzilla Sat-Mail (Nie idź do pracy)"
2. "Umar Babilon Umar"
3. "Ład-Nie"
4. "Pięć Pieśni Religijnych"
5. "Mam dość"
6. "Czasami jestem... (hamburgerem)"
7. "Kuamie"
8. "Galwanick Story"
9. "Rege – Piess"
10. "Gootuj się! Gootuj się! (Kurwa)"
11. "Praca – nie"

## Twórcy
- Robert Brylewski – gitara
- Marcin Świetlicki – głos
- Ryszard Tymon Tymański – gitara basowa, kontrabas
- Mikołaj Trzaska – saksofony, klarnet basowy
- Milo Kurtis – instrumenty różne
- Jacek Olter – perkusja